# ハッピーバースデー・ミスタープレジデント

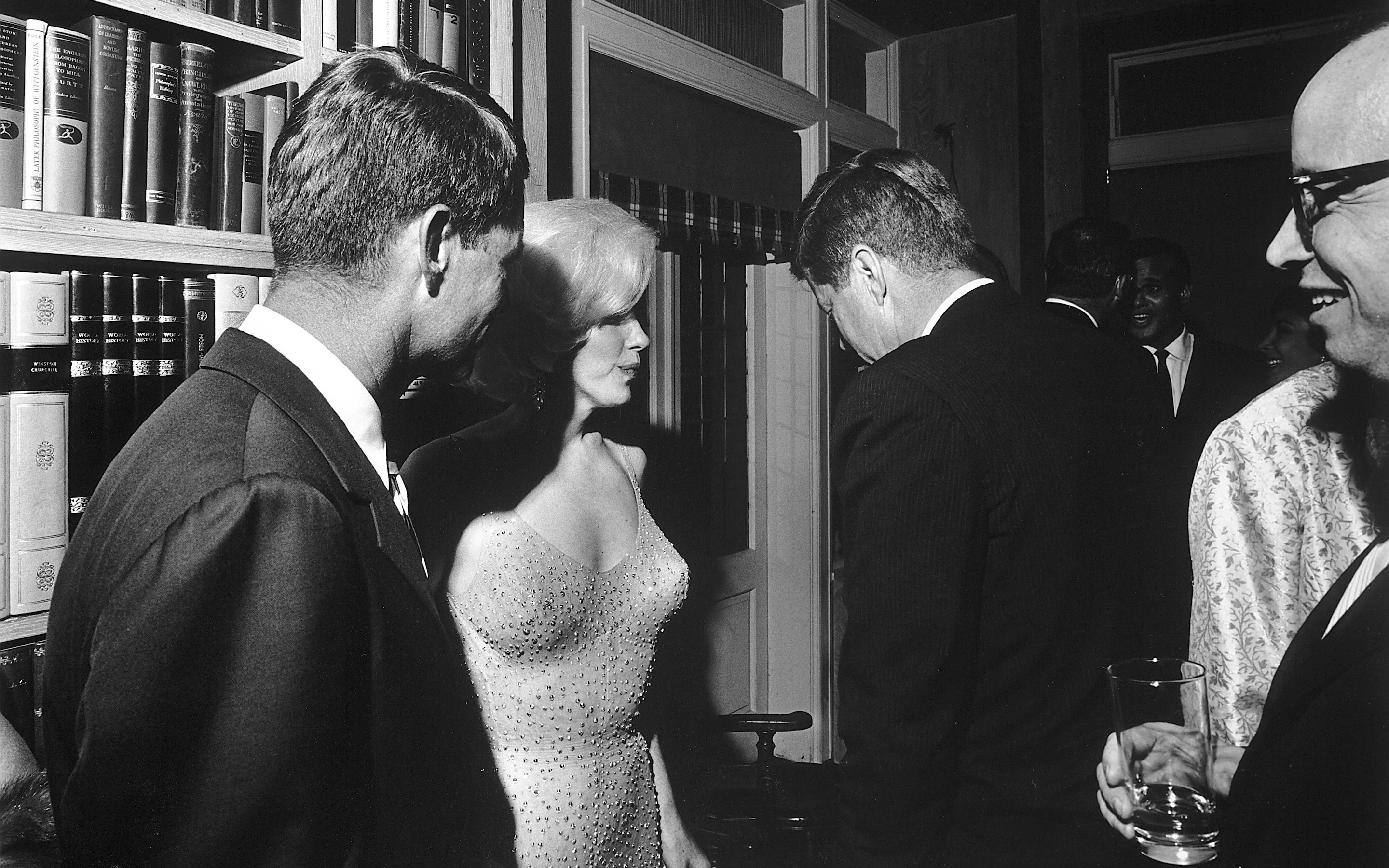
祝賀会の後にケネディ兄弟と話すモンロー。右奥で話しているのは歌手のハリー・ベラフォンテ夫妻とコメディアンのジャック・ベニー。右最手前が大統領補佐官アーサー・シュレジンジャー。

ハッピーバースデー・ミスタープレジデント（英語: Happy Birthday, Mr. President）とは、1962年5月19日に当時のアメリカ合衆国大統領であったジョン・F・ケネディの45歳の誕生日を記念した祝賀会において、女優で歌手のマリリン・モンローによって歌われた歌である。

## 経緯
モンローは「ハッピーバースデートゥーユー」の歌詞にある、祝う人の名前を入れる部分にケネディを意味する「ミスタープレジデント」を充て、艶めかしい声で歌い上げた。なおケネディの実際の45回目の誕生日は5月29日であり、その10日前に歌われたことになる。
モンローは続けて名曲サンクス・フォー・ザ・メモリーの一部分を、ケネディを明確に指す新しい歌詞を書いた上で歌った（実際の歌詞は英語版 en:Happy Birthday, Mr. President を参照されたい）。
その後、ケネディがステージに上がり、モンローの歌い方やきわどいドレス、彼女の一般的なセックスシンボルとしてのイメージをほのめかしながら、歌について「このように甘く、すこやかに誕生日の歌を歌ってもらったので、私はもう政界から引退してもいい」と冗談を飛ばした。
この歌とモンローによる熱唱は多くの理由により記憶されることとなった。まず最初に、これは彼女が重要な公の場に姿を表した最後の機会となった（モンローはこの2ヶ月半後の1962年8月5日に死去している。睡眠薬の大量服用による自殺とされたが、その死には多くの疑惑が唱えられている）。この日の司会はケネディ家と親交が深かった俳優のピーター・ローフォードだったのだが、モンローが数時間も遅れてきたのを捉えて Late Marilyn Monroe と紹介した。Late には「遅刻した」だけではなくて「故〜」の意味もある。加えて、ケネディとモンローは「浮気関係にあった」という根強い噂が存在しており、モンローが歌ったことは、さらなる憶測を呼ぶこととなった。また、翌1963年11月22日には「引退」の冗談を口にしたケネディ自身が暗殺によって世を去っている。
なお、このモンローのコンサートではジャズピアニストのハンク・ジョーンズが演奏している。

## 誕生祝賀会
ケネディの誕生祝賀会は以前のマディソン・スクエア・ガーデン（1925年にオープンし、1968年に閉鎖した三代目）において1962年5月19日に開催され、多くのセレブリティと共に1万5000人以上の人々が参加した。そこにはマリリン・モンローも含まれているが、夫人のジャクリーンは出席しなかった。モンローのドレスは薄手の、白人の肌色の生地が使われており、2,500個ものラインストーンが縫い付けられていたことで有名である。ドレスは非常にきつく作られていたため、モンローは文字通り服に縫い込まれることとなった。なお彼女はその下に何も着ていなかった。このドレスはジャン・ルイによってデザインされたものである。
この祝賀会はミュージカル映画「ザ・パジャマ・ゲーム」で有名なキャロル・ヘイニーによって演出された。
この祝賀会において、マリア・カラスも『カルメン』のアリアを歌唱した。カラスは当時、オナシスと交際していたが、後に破局し、ケネディの没後にジャクリーンと結婚した。

## 反響
モンローが着ていたドレスは歌のシンボルとして有名になり、1999年にニューヨーク州で競売にかけられた際には126万USドルで落札された。